# Chicago American Gears
Los Chicago American Gears fueron un equipo que jugó en la National Basketball League (NBL), competición antecesora de la actual NBA, con sede en la ciudad de Chicago, Illinois. Fue fundado en 1944.

## Historia de la franquicia
El equipo fue creado en 1944 por el presidente de la American Gear Company, Maurice White. En su primera temporada ganaron 14 partidos y perdieron 16, cayendo por 2-1 en las finales de la División Oeste ante los Sheboygan Red Skins. En su segundo año en la liga no consiguió clasificarse para los play-offs, ya con 8 equipos en la liga. En la temporada 1946-47, la que a la postre sería la última del equipo, consiguieron hacerse con los servicios de George Mikan, que en los últimos 7 partidos de la fase regular consiguió promediar 16,5 puntos por partido, algo insólito para un novato, siendo pieza clave para la consecución del título de liga tras ganar en la final a los Rochester Royals por 3 victorias a 1. Mikan fue elegido MVP tras anotar 100 puntos en 5 partidos, siendo incluido también en el mejor quinteto de la liga.
Sin embargo, antes del comienzo de la temporada 1947-48, el propietario de los Gears sacó al equipo de la liga. Su intención era la de crear una nueva competición, denominada Professional Basketball League of America (Liga de Baloncesto Profesional de América), con 24 equipos, en la cual él sería el propietario de todos los equipos y de sus pabellones. Pero la liga desapareció tras un mes de competición, y los jugadores de los equipos de White se redistribuyeron entre los 11 equipos que permanecieron en la NBL. Mikan recaló en los Minneapolis Lakers.

## Trayectoria
Nota: G: Partidos ganados P:Partidos perdidos 
| Temporada | Liga | G  | P  | %     | Posición | División       | Play-offs                |
| --------- | ---- | -- | -- | ----- | -------- | -------------- | ------------------------ |
| 1944-45   | NBL  | 14 | 16 | .467  | 2º       | División Oeste | Pierde Finales del Oeste |
| 1945-46   | NBL  | 17 | 17 | .500  | 3º       | División Oeste |                          |
| 1946-47   | NBL  | 26 | 18 | .591  | 5º       | División Oeste | Campeón de la NBL        |
| 1947-48   | PBLA | 8  | 0  | 1.000 | 1º       | División Norte | Desapareció              |